# Manucódio-de-jóbi
O manucódio-de-jóbi (Manucodia jobiensis) é uma espécie de ave-do-paraíso semelhante a um corvo.

## Descrição
O manucódio-de-jóbi é um pássaro de médio porte, chegando até 34 cm de comprimento, azul esverdeado, preto e com brilho púrpura, com íris vermelha, e penas do pescoço e peito superiores azuladas, levemente enrugadas. Ambos os sexos são semelhantes em aparência, no entanto, a fêmea é ligeiramente menor e mais opaca. Esta espécie se assemelha ao manucódio-engelhado em aparência, sendo distinguida por suas penas do pescoço e por ter uma cauda mais curta.